# Eupithecia adelpha
Eupithecia adelpha är en fjärilsart som beskrevs av András Vojnits 1975. Eupithecia adelpha ingår i släktet Eupithecia och familjen mätare. Inga underarter finns listade i Catalogue of Life.